# Arrondissement de Merzig-Wadern
L'arrondissement de Mercy-Waderen, en allemand Landkreis Merzig-Wadern, est une division administrative allemande, située dans le land de Sarre dont il est le plus grand arrondissement. Son chef-lieu est Mercy.

## Situation géographique
Il a des limites avec, au nord, l'arrondissement de Trèves-Sarrebourg (Rhénanie-Palatinat), à l'est l'arrondissement de Saint-Wendel, au sud l'arrondissement de Sarrelouis et à l'ouest  le département français de la Moselle et le Luxembourg.
La Sarre traverse l'arrondissement, la Moselle forme la frontière à l'ouest avec le Luxembourg.

## Histoire
L'arrondissement fut créé en 1816 quand le territoire devient propriété de la Prusse. 
Après la Première Guerre mondiale, le territoire de la Sarre est administré par la Société des Nations, qui divise l'arrondissement en deux parties. La partie autour de Waderen reste à la Prusse, tandis que le territoire autour de Mercy devient propriété de la Sarre. 
En 1935, la Sarre rejoint, par plébiscite, l'Allemagne et, après la Seconde Guerre mondiale, les deux parties sont réunies dans le nouvel arrondissement de Mercy-Waderen.

## Communes
L'arrondissement compte 7 communes dont 2 villes.
| Villes (nombre d'habitants au 30 septembre 2005) 1. Mercy (30 900) 2. Wadern (17 079) | Municipalités (nombre d'habitants au 30 septembre 2005) 1. Losheim-au-Lac (16 745) 2. Beckingen (15 908) 3. Mettlach (12 597) 4. Perl (6 627) 5. Weiskirchen (6 431) |

## Politique

### Administrateurs de l'arrondissement
- 1816–182500Ferdinand Werner (de)
- 1825–182900Joseph Schönberger (de)
- 1829–184000Franz Damian Görtz (de)
- 1840–184800Jacob Fuchs (de)
- 1848–185000Karl Coupette (de)
- 1850–186800Constantin von Briesen
- 1869–187500Rudolf de Lasalle von Louisenthal (de)
- 1875–189000Carl Knebel (de)
- 1890–189400Harry Böninger (de)
- 1895–191200Bruno Eichhorn (de)
- 1912–191900Karl Haniel (de)
- 1919–193000Rudolf Klein (de)
- 1930–194500Karl Roth (de)
- 19450000000Luitwin Maria von Boch-Galhau (de)
- 1945–194600Wilhelm Ollinger (de)
- 1946–195200Wilhelm Bur (de)
- 1952–198500Kurt Matthias Linicus (de), CDU
- 1985–200400Michael Kreiselmeyer (de), CDU
- depuis 20040Daniela Schlegel-Friedrich (de), CDU

### Élections du conseil (Kreistag)
Scrutin du 13 juin 2004
| Parti  | Votes | %      | Sièges |
| ------ | ----- | ------ | ------ |
| CDU    | ?     | 53,5 % | 19     |
| SPD    | ?     | 37,0 % | 13     |
| Grüne  | ?     | 5,1 %  | 1      |
| Autres | ?     | 4,4 %  | -      |